# Plomb
Plomb är en kommun i departementet Manche i regionen Normandie i norra Frankrike. Kommunen ligger i kantonen Avranches som tillhör arrondissementet Avranches. År 2013 hade Plomb 394 invånare.

## Befolkningsutveckling
Antalet invånare i kommunen Plomb
| Referens: INSEE |